# Небелівка
Небе́лівка — село в Україні, у Підвисоцькій сільській громаді Голованівського району Кіровоградської області. Населення становить 713 осіб. Колишній орган місцевого самоврядування — Небелівська сільська рада.

## Історія
На північ від села розташоване поселення трипільської культури — протомісто Небелівка. Воно займало площу близько 250 га. Дослідження, проведені в 2009 році спільною українсько-британською археологічною експедицією (організатори — Інститут археології НАН України та Даремський університет) показали, що воно існувало наприкінці 5 — на початку 4 тис. до н. е. і в цей час було найбільшим за розмірами населеним пунктом на території Європи. 2009 року українсько-британською експедицією було розкопано рештки одного наземного житла, знайдено фрагмент посудини із намальованим зображенням людини.
У липні-серпні 2012 року українсько-британською експедицією було досліджено залишки трипільського храму — споруди розмірами близько 20×60 м. Основа конструкції двоповерхової споруди була виготовлена з дерева, потім обмазана глиною.(kirovograd.comments.ua/article/2012/08/13/140953.html) На разі це перша будівля таких розмірів, досліджена на поселеннях трипільської культури за понад 120 років проведення розкопок. У ній на першому поверсі було виявлено залишки семи вівтарів, підвищення-подіум довжиною 18 м (на другому поверсі). Ширина головного входу з східного боку становила 1,7 м. 2013 року неподалік храму досліджено залишки двох жител. Виявлено фрагменти штукатурки з слідами настінних розписів. Поруч із житлами знайдено котловани для видобування глини, яку використовували під час будівництва. Того ж року завершено складання плану поселення за допомогою магнітної зйомки, за цими даними площа його становила близько 260 га. Територію селища, як встановлено розкопками 2014 року було оточено палісадом. У центральній частині поселення досліджено залишки гончарного горна складної конструкції.
На території поселення зберігся курган з похованням бронзової доби, частково зруйнований грабіжницькими розкопками.
Крім того, у районі села відомо два поселення бронзової доби (2 тис. до н. е.), два ранньої залізної доби (1 тис. до н. е.) та два — черняхівської культури (3-4 ст. н. е.)
На території села виявлено матеріали XVII—XVIII ст. — керамічні вироби, фрагменти кахлів.
2 — 6 січня 1920 року у Небелівці під час Зимового походу стояв Кінний полк Чорних Запорожців Армії УНР.

## Населення
Згідно з переписом УРСР 1989 року чисельність наявного населення села становила 850 осіб, з яких 360 чоловіків та 490 жінок.
За переписом населення України 2001 року в селі мешкало 713 осіб.

### Мова
Розподіл населення за рідною мовою за даними перепису 2001 року:
| Мова       | Відсоток |
| ---------- | -------- |
| українська | 92,15 %  |
| молдовська | 4,21 %   |
| російська  | 3,51 %   |
| білоруська | 0,14 %   |